# Вашингтон-Парк (Флорида)
Вашингтон-Парк (англ. Washington Park) — переписна місцевість (CDP) в США, в окрузі Бровард штату Флорида. Населення — 1948 осіб (2020).

## Географія
Вашингтон-Парк розташований за координатами 26°7′48″ пн. ш. 80°10′45″ зх. д. / 26.13000° пн. ш. 80.17917° зх. д. (26.129931, -80.179293).  За даними Бюро перепису населення США в 2010 році переписна місцевість мала площу 1,12 км², з яких 1,08 км² — суходіл та 0,04 км² — водойми.

## Демографія
Згідно з переписом 2010 року, у переписній місцевості мешкали 1672 особи в 530 домогосподарствах у складі 375 родин. Густота населення становила 1492 особи/км².  Було 624 помешкання (557/км²).
Расовий склад населення:
| - 94,9 % — чорних або афроамериканців - 2,8 % — білих - 0,4 % — азіатів |

До двох чи більше рас належало 1,3 %. Частка іспаномовних становила 1,8 % від усіх жителів.
За віковим діапазоном населення розподілялося таким чином: 27,6 % — особи молодші 18 років, 62,9 % — особи у віці 18—64 років, 9,5 % — особи у віці 65 років та старші. Медіана віку мешканця становила 33,7 року. На 100 осіб жіночої статі у переписній місцевості припадало 92,4 чоловіків;  на 100 жінок у віці від 18 років та старших — 89,4 чоловіків також старших 18 років.
Середній дохід на одне домашнє господарство  становив 40 425 доларів США (медіана — 41 058), а середній дохід на одну сім'ю — 51 073 долари (медіана — 48 690). За межею бідності перебувало 12,7 % осіб, у тому числі 0,0 % дітей у віці до 18 років та 15,3 % осіб у віці 65 років та старших.
Цивільне працевлаштоване населення становило 427 осіб. Основні галузі зайнятості: роздрібна торгівля — 31,1 %, освіта, охорона здоров'я та соціальна допомога — 23,7 %, науковці, спеціалісти, менеджери — 15,0 %, будівництво — 10,5 %.